# Cry Baby (brano musicale Melanie Martinez)
Cry Baby è un brano musicale della cantautrice statunitense Melanie Martinez, nonché titolo ed opening track del suo omonimo album in studio d'esordio, rilasciato il 14 agosto 2015 in tutto il mondo sotto l'etichetta discografica Atlantic Records. La canzone, che come il resto del lavoro discografico si distingue per un suono elettropop caratteristico della Martinez, è una delle sue più note, seppur non sia mai stata pubblicata come singolo, ottenendo soltanto un video musicale il 14 marzo 2016, il quale oggi conta oltre settanta milioni di visualizzazioni sulla piattaforma di streaming online YouTube.

## Il brano
Cry Baby, dalla durata di tre minuti e cinquantanove secondi, è stata scritta da Melanie Martinez, Kinetics e One Love, i quali hanno inoltre prodotto la traccia, prima del suo omonimo progetto in quanto, trattandosi di un concept album, dà inizio alla storia su cui si basa.
Il brano affronta la nascita di Cry Baby (in italiano "piagnona" o "frignona"), figlia di una madre irresponsabile, che passa la sua vita nella disperazione e ubriacandosi e fumando in continuazione, oltre ad uccidere il marito e la sua amante, come rivelato nei suoi singoli Dollhouse e Sippy Cup. La donna chiama l'infante in questo modo per via dei suoi continui pianti e della sua eccessiva sensibilità. Durante delle interviste, la Martinez ha ammesso che l'alter-ego abbia svariati comportamenti con lei in comune e che la vita per la cantautrice non sia stata del tutto semplice a causa del suo carattere riservato ed enigmatico.
Cry Baby è il primo brano descritto e rappresentato e illustrato con un disegno di Chloe Tersigni nello storybook digitale incluso nell'omonimo album, nel quale viene descritto con quattro strofe:
Le lacrime salate scendono sulle sue guance;
Il suo cuore è più grande del suo corpo;
Il suo nome è Cry Baby.»

## Video musicale
Il 14 marzo 2016 la Martinez ha pubblicato su YouTube il video musicale ufficiale di Cry Baby, da lei scritto e anche registrato, ambientato prima nell'ospedale in cui la madre del suo alter-ego (interpretata da Stella Rose Saint Clair), con un biberon e contemporaneamente una bottiglia di vetro di birra impugnate nelle mani, le sta dando vita e successivamente nella sua cameretta rosa ricca di colorati peluche sorridenti che nel corso del mini-film prendono vita e cominciano a muoversi. Elogiato dalla critica, le scene del videoclip proseguono per ben sei minuti e sette secondi, in cui appare anche il fratello maggiore della protagonista, e terminano con l'allagamento della stanzetta di Cry Baby a causa delle sue lacrime ed una visuale dell'acqua che piove a poco a poco fuori dalla finestra della casa delle bambole il cui tema viene affrontato nel singolo di debutto Dollhouse. A gennaio 2018 il video musicale conta oltre settantasette milioni di visualizzazioni da parte degli utenti della piattaforma di streaming online.

## Esibizioni dal vivo
Precedentemente all'uscita del suo album d'esordio, Melanie Martinez, nella puntata del 29 giugno 2015, ha eseguito Cry Baby sul palco della zona esterna del programma televisivo statunitense Jimmy Kimmel Live!, esibendosi anche con Sippy Cup e Pity Party, ma per motivi sconosciuti soltanto quest'ultima performance è stata mandata in onda nella nazione. A testimoniarlo sono stati gli spettatori stessi, che hanno inoltre caricato su YouTube alcuni istanti dell'esibizione. Successivamente il brano è stato incluso anche nel set principale del Cry Baby Tour.